# Усадьба Стенбок-Ферморов

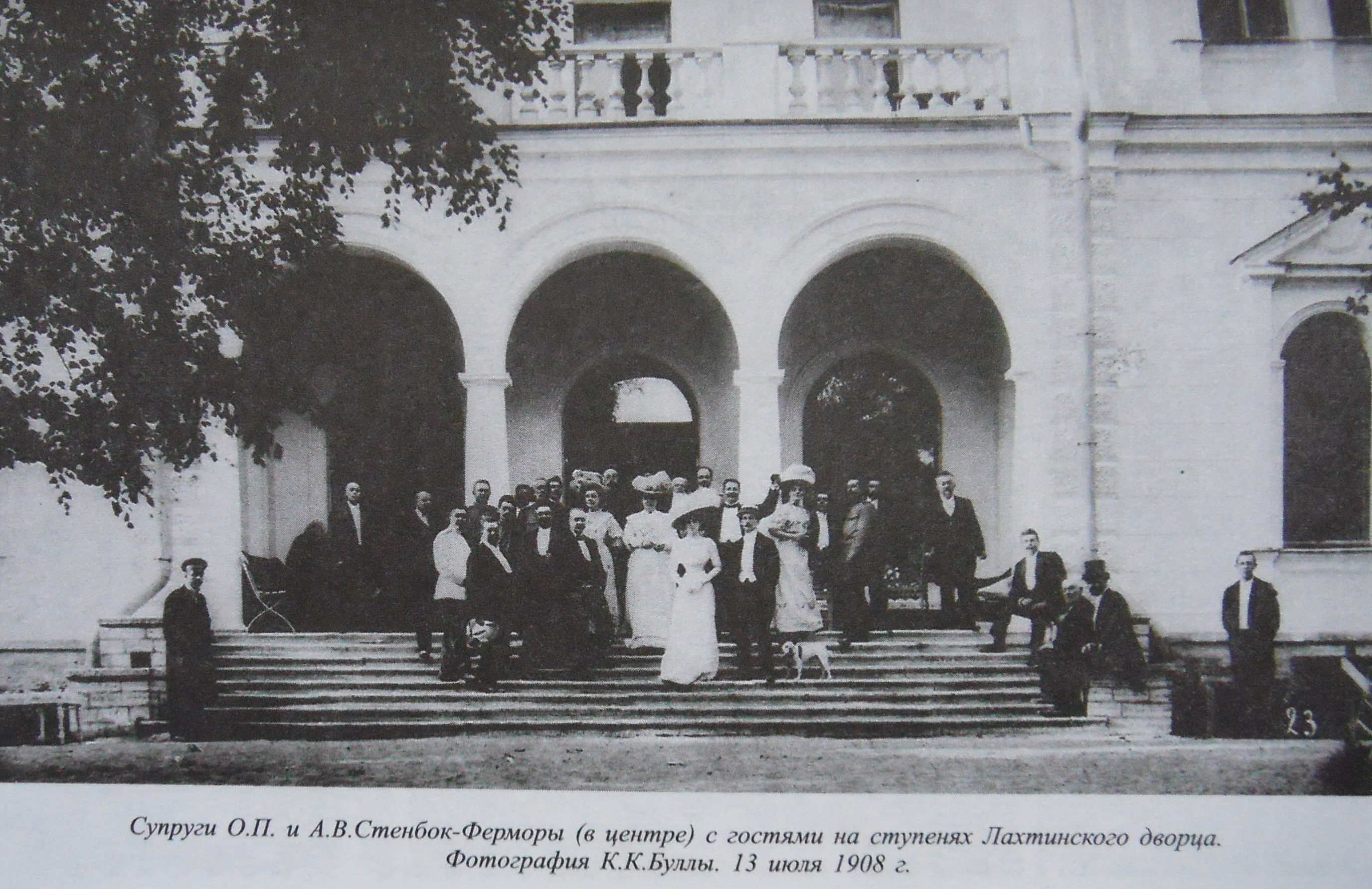
Супруги Стенбок-Ферморы с гостями у входа в замок, 1908

Усадьба Стенбок-Ферморов — поместье графов Стенбок-Фермор на мызе Лахта. Облик усадьбы сформировался в начале 1890-х годов, когда по проекту архитекторов Алексея Кузнецова и Владимира Цейдлера был построен особняк в замковом стиле и разбит парк.
После революции здание принадлежало различным ведомствам, с 1940-х годов в нём работает радиостанция. В декабре 2019-го ансамбль усадьбы (графский особняк и парк) получил статус объекта культурного наследия России регионального значения.

## История

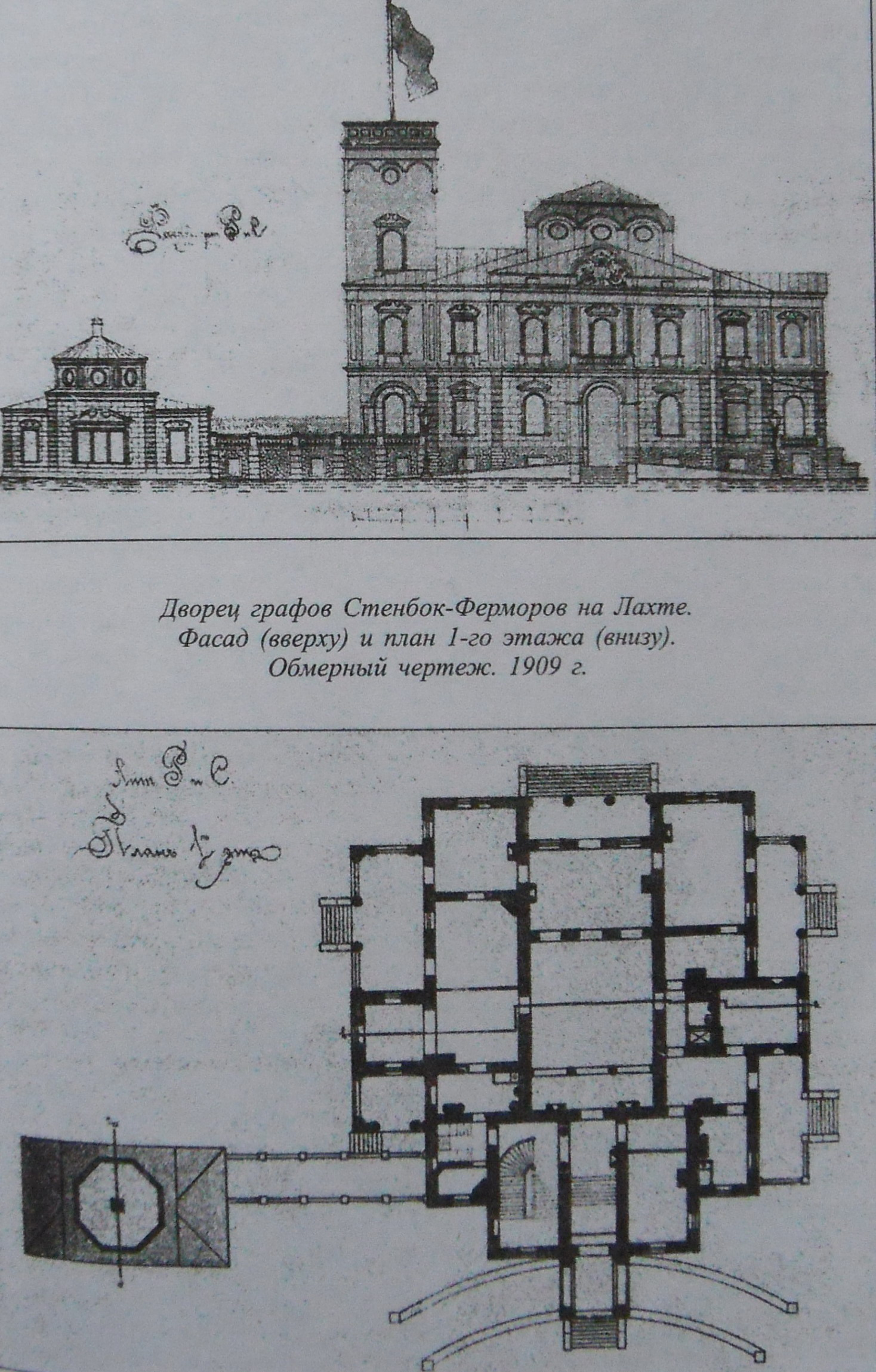
Обмерный чертёж замка Стенбок-Ферморов, 1901

### Строительство
5 октября 1844 года граф Александр Иванович Стенбок-Фермор, женатый на одной из богатейших женщин России, купил Лахтинскую мызу в 4564 десятин земли на берегу Финского залива под Санкт-Петербургом. Это обширное поместье на 255 душ мужского пола в 1866 году унаследовал граф Владимир Александрович Стенбок-Фермор. По его инициативе на участке был построен особняк («Охотничий замок»), разбит пейзажный парк и возведена церковь Святого Петра.
Графский особняк был построен в начале 1890-х годов согласно моде своего времени — делать загородные дома с круговыми верандами и равноценными фасадами, чтобы здание одинаково эффектно смотрелось с каждой стороны. В период владения семьёй Стенбок-Фермор фасады особняка были окрашены в белый цвет, за он что получил прозвище «Белый замок». Его интерьеры были оформлены с типично барочной роскошью — мраморные полы, камины, масса лепнины, дорогой паркет. Парадная лестница работы известного скульптора Грациозо Ботта вела на второй этаж в зал для приёмов, где находились камин с облицовкой голландским кирпичом и «археологическая редкость» — трон.
После смерти Владимира Александровича в 1896 году усадьбу унаследовал его сын Александр. Поскольку молодой граф в основном проживал в Париже, финансовыми делами поместья занимался управляющий. В 1902 году на мызе были построены электростанция, водонапорная башня и каменная рига. К 1907 году Александр Владимирович был вынужден продать значительную часть земель под дачи, посёлки получили названия в честь святых — покровителей его супруги Ольги Платоновны, отца Владимира Александровича и самого Александра. Во время Первой мировой войны графиня Мария Александровна разрешила разместить в особняке лазарет. В 1916 году графиня скончалась, а приезд на похороны матери стал последним визитом Александра Владимировича в Лахтинскую усадьбу.

### Советские годы
В 1917 году усадьбу национализировали, в 1919-м в графском особняке открыли Лахтинскую экскурсионную станцию. Вскоре по инициативе её директора Павла Виттенбурга при ней также основали «Музей природы северного побережья Невской губы». В период репрессий 1930-х Виттенберга арестовали, музей и станцию расформировали, а в 1932 году здание отдали под детский дом.
Во второй половине 1940-х в особняке была размещена радиостанция, в этот период была изменена планировка здания и практически полностью исчезла оригинальная отделка интерьеров. Тогда же для нужд радиостанции изменили парк, прорубив новые просеки под прокладку коммуникаций и установку антенн.

### Современность
В 2013—2014 годах были отремонтированы фасады главного особняка. Усадьба принадлежит ФГУП «Российская телевизионная и радиовещательная сеть». Из оригинальной отделки сохранились только интерьер вестибюля и парадная лестница.
В 2017 году были расселены последние деревянные дома Лахтинской мызы, к концу 2018-го все строения снесли. В их числе — выходящий на красную линию улицы дом по адресу Лахтинский проспект, 85а, который с 2001 по 2007 год имел статус выявленного объекта культурного наследия. По согласованию с КГИОП дом решено было реконструировать «с сохранением отдельных элементов резного декора». Водонапорная башня и электростанция были проданы городом частному застройщику, в 2006 году к ним пристроили торговый центр, а в башне открыли ресторан, затем — магазин.
В конце 2019 года графской усадьбе был присвоен статус объекта культурного наследия России регионального значения, при этом здание каменной риги остаётся в списке выявленных объектов.